# İznik
İznik (stgr. Νίκαια, łac. Nicaea) – miasto w północno-zachodniej Turcji, w ilu Bursa, na północno-zachodnim krańcu półwyspu Azja Mniejsza. W starożytności i średniowieczu Nicea w Bitynii.
Odbyły się w nim dwa sobory (w roku 325 i 787). Po opanowaniu Konstantynopola przez krzyżowców i utworzeniu na ziemiach bizantyńskich Cesarstwa Łacińskiego w roku 1204, Nicea stała się stolicą Cesarstwa Nicejskiego i ośrodkiem odrodzenia Cesarstwa Bizantyńskiego. Miasto zostało zdobyte przez Turków w roku 1331 i wcielone do Imperium Osmańskiego.
Miasto leży w kotlinie, na wschodnim wybrzeżu dużego jeziora İznik Gölü, przepływa przez nie ciek wodny Kiran. W bezpośrednim podłożu są rzeczne lub jeziorne piaski, żwiry i iły wieku neogeńskiego i czwartorzędowegoPołożone jest w strefie dużej aktywności tektonicznej, tuż koło dużego uskoku, w związku z czym trzęsienia ziemi są tu liczne i kilkakrotnie w dziejach niszczyły miasto.

## Historia
Najstarsze ślady stałego osadnictwa datują się na początek V tysiąclecie p.n.e.. Z zapisów historycznych najstarsze wzmianki o osadzie pochodzą z przełomu VI i V wieku p.n.e.. Ok. 320 r. p.n.e. założono tu miasto z inicjatywy Antygona I, w 301 r. p.n.e. otrzymało ono nazwę Nicea. W drugiej połowie, wraz z całą Bitynią weszła w skład państwa rzymskiego. 
W 325 roku cesarz rzymski Konstantyn I Wielki zwołał do Nicei wielki zjazd ponad 300 biskupów. Ustalono wówczas powszechne do dzisiaj nicejskie wyznanie wiary. Sobór nicejski II miał miejsce w 787 i dotyczył spraw dyscyplinarnych.

Podczas I wyprawy krzyżowej (1096–1099) Nicea była pierwszą większą twierdzą zdobytą przez krzyżowców (19 czerwca 1097). Jak opisywał jeden z uczestników I krucjaty Albert z Akwizgranu:

Niceę dobrze chronił teren i przemyślne fortyfikacje. Naturalną barierę stanowiło rozległe jezioro obmywające jej mury oraz wody fosy zasilane przez strumienie. Budowniczowie otoczyli miasto potężnymi murami, tak że mogło się nie obawiać ani szturmu, ani siły żadnej machiny.

 Mury Nicei miały ponad 5 km długości, około 10 metrów wysokości i więcej niż 100 baszt.
Po opanowaniu Konstantynopola przez krzyżowców i utworzeniu na ziemiach bizantyńskich Cesarstwa Łacińskiego w roku 1204, Nicea stała się stolicą Cesarstwa Nicejskiego i ośrodkiem odrodzenia Cesarstwa Bizantyńskiego. Miasto zostało zdobyte przez Turków w roku 1331 i wcielone do Imperium Osmańskiego.
Miasto było poważnie niszczone przez trzęsienia ziemi w latach 123, 362/363, 368 i w VI w. n.e., jednak za każdym razem zostawało odbudowane.  

### Ceramika z İzniku

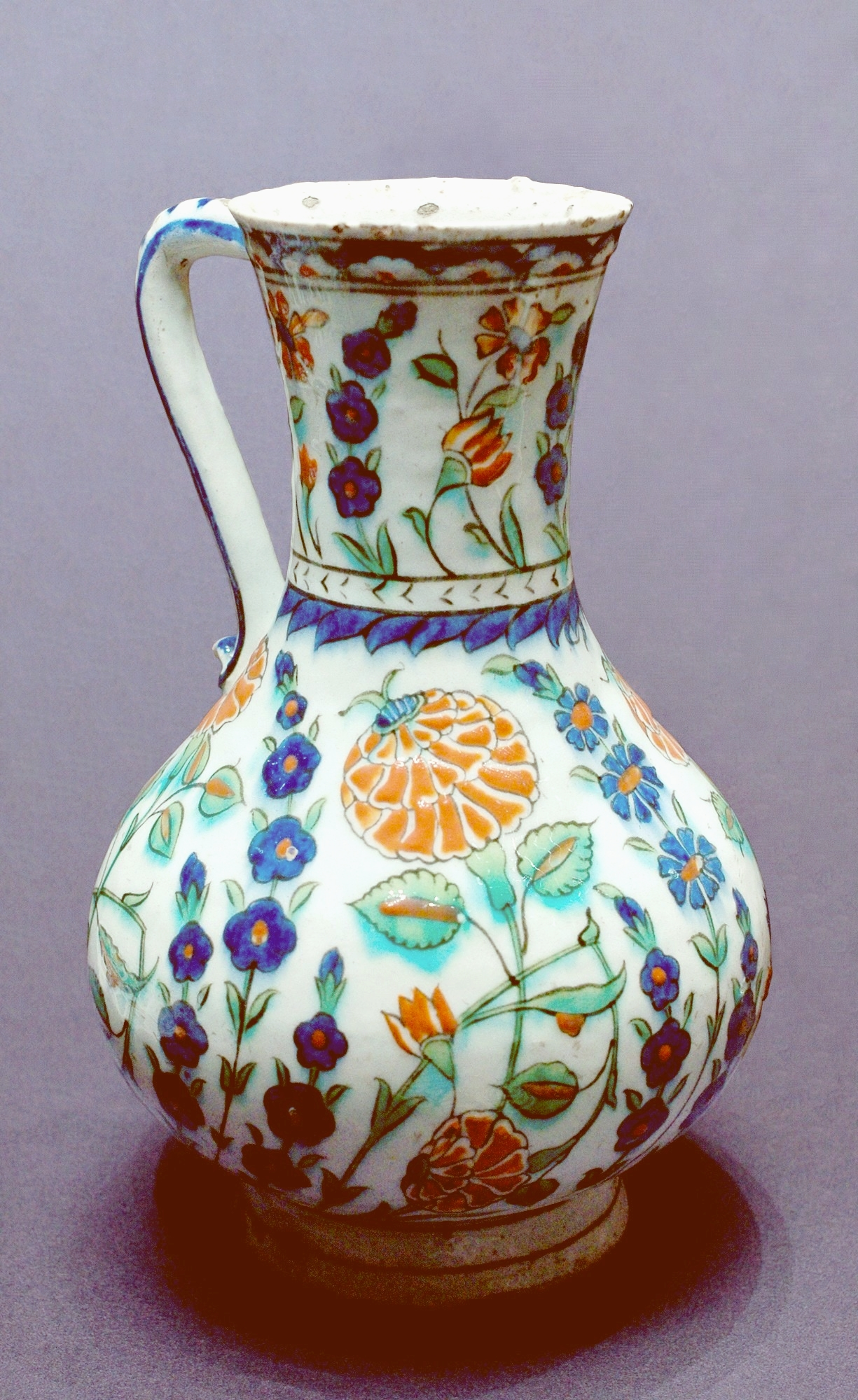
Ceramika z İzniku

W XV wieku sułtan Mehmed I sprowadził do Nicei mistrzów ceramiki z Persji, dając początek rozwoju produkcji ceramiki w mieście. Szczyt rozwoju przypadł na XVI wiek, kiedy pracowało tu ponad 300 pieców, w których wypalane były najpiękniejsze wyroby ceramiczne w całym Imperium Osmańskim – ceramika z Izniku. Ostatnie wielkie zamówienie – 21 043 płytek w 50 różnych wzorach – wykonane było w 1609 roku dla potrzeb ozdobienia Błękitnego Meczetu w Stambule.

## Zabytki
- dobrze zachowany rzymski teatr z końca II w. n.e. obliczony na ok. 10 tys. widzów, w okresie chrześcijańskim przebudowany na kościół[9].
- odkryte w 2014 ruiny największej znanej w mieście chrześcijańskiej bazyliki Hagios Neophytos (św. Neofita), ulokowane poza murem miejskim, zostały w późniejszym czasie zatopione przez wody jeziora İznik i znajdują się współcześnie na dnie akwenu[10].
- miejskie mury obronne, zapoczątkowane w IV w. p.n.e., powiększone u schyłku I w. n.e., za czasów rzymskich i bizantyjskich wielokrotnie przebudowywane. Zachowały się pozostałości tych fortyfikacji długości ponad 4400 m i wysokości do 13 m, w tym ponad 80 baszt i budynków bramnych (4 główne bramy)[11].
- pozostałości rzymskiego akweduktu[12]
- w pobliżu miasta dwa rzymskie mosty[13]